# David Christiani

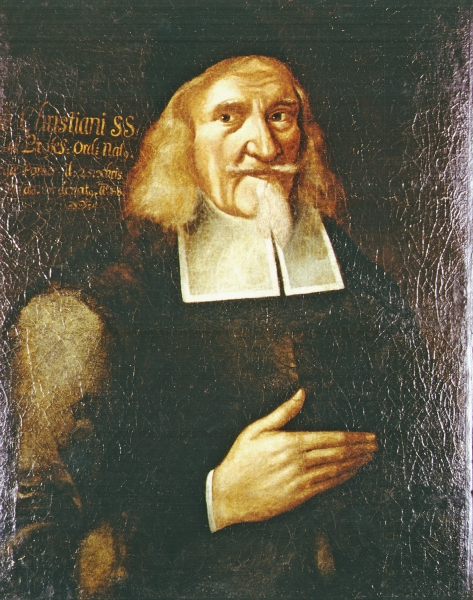
David Christiani in der Gießener Professorengalerie

David Christiani (* 25. Dezember 1610 in Greifenberg in Pommern; † 13. Februar 1688 in Gießen) war ein deutscher lutherischer Theologe und Mathematiker.

## Leben
David Christiani, der am 25. Dezember 1610 in Greifenberg geboren wurde, besuchte das Gymnasium in Kolberg sowie das Pädagogium Stettin. Anschließend studierte er an der Universität Greifswald, wechselte 1631 zur Viadrina nach Frankfurt an der Oder und studierte ab dem Folgejahr an der Universität Rostock. Bald darauf ging er nach Greifswald zurück, um dort zum Doktor der Philosophie zu werden. Später war er an den Universitäten Rostock, Marburg als auch Straßburg Wanderdozent. Nachdem er Generalsuperintendent der schwedischen Armee wurde, tobten jedoch Kriegsunruhen, sodass Christiani sein Amt noch nicht antrat, 1638 erst an der Universität Basel studierte und anschließend an der Marburger Universität die Aramäischen sowie die Syrische Sprache erlernte. Sein Sprachlehrer war Menno Hanneken. 1640 bis 1642 tätigte Christiani eine Reise, die ihn durch Deutschland, aber auch durch die Niederlande sowie durch England führte; im selben Jahr, in dem er wieder in Deutschland ankam, stellte man ihn als Professor der Mathematik an der Universität Marburg an. Einige Professoren mussten wegen des Krieges nach Gießen fliehen, dadurch war unter anderem die Stelle des Lehrers für die Hebräische Sprache neu zu besetzen; die Entscheidung fiel auf Christiani. Bis 1650 übernahm er auch noch Beredsamkeit und Poesie. Professor der Mathematik wurde er an der Universität Gießen, nachdem diese neu errichtet wurde. Kurz darauf schon wurde er der Theologie sowohl außerordentlicher Professor als auch Doktor. 1658 wurde er zum lutherischen Superintendenten in Sankt Goar eingesetzt, wo er in den konfessionellen Auseinandersetzungen zwischen den dortigen Lutheranern und Reformierten vermitteln sollte. Durch den Übertritt des Landgrafen Ernst von Hessen-Rheinfels zur katholischen Kirche war dort kurz zuvor wieder eine katholische Gemeinde gegründet worden. In dem auf Initiative des Mainzer Kurfürsten Johann Philipp im Jahre 1660 durchgeführten Langenschwalbacher Religionsgespräch sollte Christiani daher die Möglichkeit einer Wiedervereinigung der christlichen Konfessionen aus lutherischer Perspektive beurteilen. Die rigorose Konfessionspolitik des reformierten Konsistoriums in Kassel gegenüber den Lutheranern in der Niedergrafschaft Katzenelnbogen veranlasste Christiani ab 1664, dem konfessionellen Frieden mit den Katholiken Vorrang vor der Beilegung innerprotestantischer Lehrstreitigkeiten zu geben, was durch den Landgrafen Ernst unterstützt wurde. Die Auseinandersetzungen zwischen dem Konsistorium in Kassel und Christiani um die noch immer nicht erfolgte Aufteilung der Einkünfte des St. Goarer Stiftes zwischen lutherischer und reformierter Gemeinde führten 1681 zu Christianis Entlassung. Noch im gleichen Jahr kehrte er nach Gießen zurück. Während einer Disputation formulierte er die Äußerung, die evangelisch-lutherische Kirche werde in Brandenburg unterdrückt, weswegen er kurzzeitig seines Amtes suspendiert wurde. Am 13. Februar 1688 verstarb er.

## Werke
- De identitate fundamenti justificationis omnibus fidelibus communi, diatriba theologica de pace et concordia ecclesiastica inter Lutheranos et Reformatos sancienda
- Disputationes antijesuiticae
- Antimotiva catholica
- De paradiso